# Langham Hospitality Group
Langham Hospitality Group — гонконгская группа, управляющая сетями отелей Langham, Cordis и Eaton, а также ресторанами, барами и спа-центрами. Названа по имени легендарного отеля The Langham, открывшегося в Лондоне в 1865 году. Входит в состав крупного гонконгского оператора недвижимости Great Eagle Holdings, котирующегося на Гонконгской фондовой бирже.
Штаб-квартира Langham Hospitality Group расположена в небоскрёбе Great Eagle Centre в гонконгском районе Ваньчай. Отели Langham Hospitality Group являются партнёрами бонусных систем авиакомпаний Cathay Pacific, British Airways и Air New Zealand.
Владельцем Great Eagle Holdings и Langham Hospitality Group является гонконгский миллиардер Ло Кашуй (Lo Ka-shui), в управлении группой принимают участие его дети Александр Ло и Кэтрин Ло.

## История

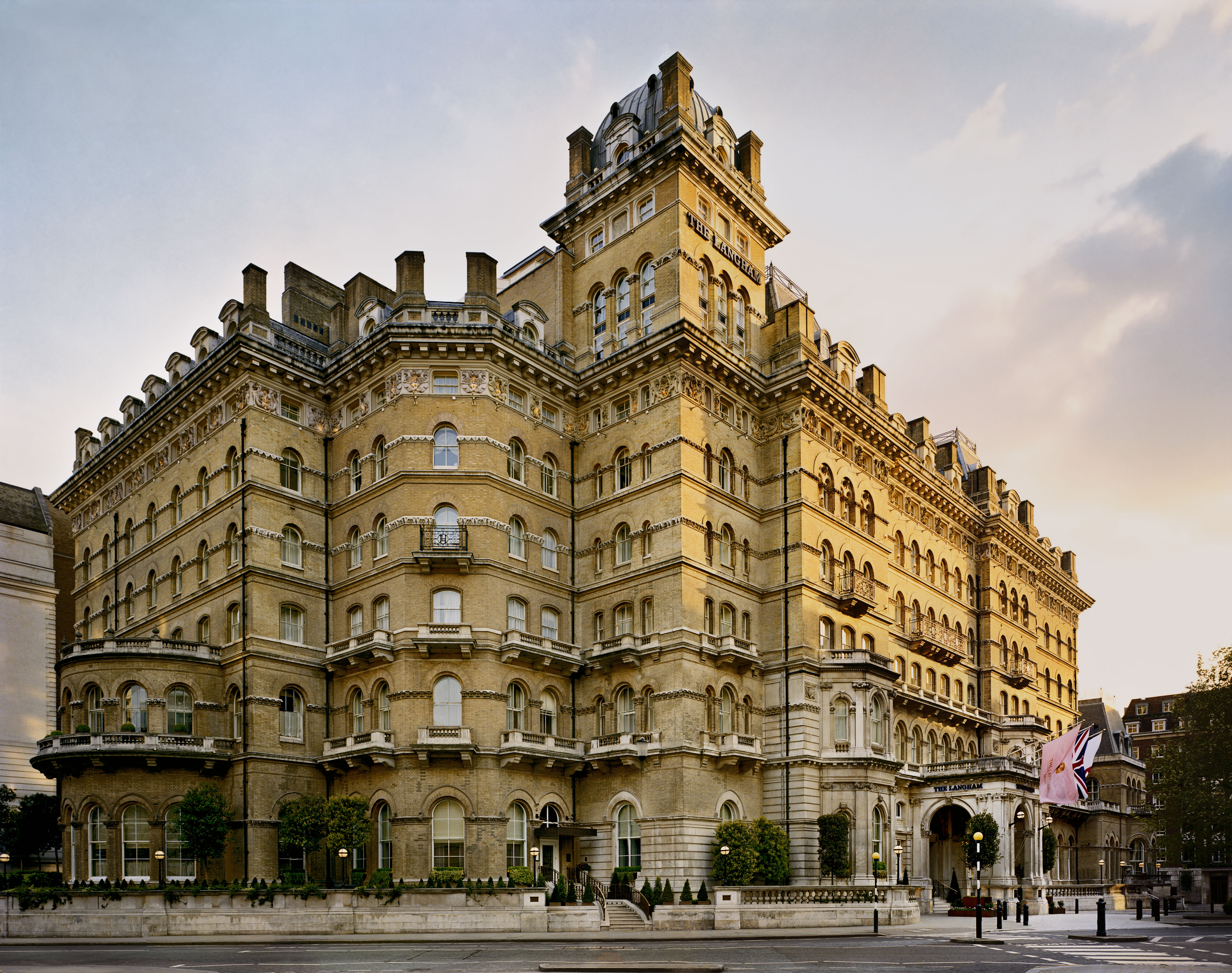
Лондонский отель Langham

В 1865 году в Лондоне на Риджент-стрит открылся 10-этажный гранд-отель Langham. За свою долгую историю он принимал принца Уэльского, Наполеона III, Марка Твена, Оскара Уайльда, Гетти Грин, Антонина Дворжака, Артуро Тосканини, Уинстона Черчилля, Шарля де Голля, Ноэла Кауарда, Уоллис Симпсон, Дональда Брэдмена, Хайле Селассие и принцессу Диану. Некоторые истории Артура Конан Дойла о Шерлоке Холмсе, в частности «Скандал в Богемии» и «Знак четырёх», происходили в том числе и в отеле Langham. Также в отеле снимали эпизоды фильмов «Золотой глаз», «Чудесная страна», «Побеждая Лондон» и «Гарфилд 2».
В 1911 году в Пасадине после реконструкции вновь открылся отель Wentworth (сегодня известен как The Langham Huntington). В 1922 году в Бостоне открылся Federal Reserve Bank of Boston (сегодня здание занимает The Langham Boston). Компания Great Eagle Holdings была основана в 1963 году, а в 1972 году она вышла на Гонконгскую фондовую биржу. В 1991 году в Лондоне после реконструкции открылся отель Langham Hilton, который в 1996 году перешёл под контроль Langham Hotels International, которая начала формировать международную гостиничную сеть. 
В 2003 году Langham Hotels International взяла под своё управление бывший бостонский отель Le Meridien, переименовав его в The Langham Boston. В 2005 году в гостиничную сеть Langham Hotels International вошли отели в Окленде и Мельбурне (оба — бывшие отели сети Sheraton), в 2007 году — отель в Пасадине (бывший The Ritz-Carlton Huntington Hotel & Spa), в 2013 году — отели в Нью-Йорке (на Пятой авеню) и Чикаго.

## Структура
Langham Hospitality Group через дочернюю компанию Langham Hotels International управляет более 30 объектами на 11 тыс. номеров, в том числе свыше 20 отелями в Гонконге (The Langham, Langham Place и Cordis), Шэньчжэне (The Langham), Гуанчжоу (Langham Place), Хайкоу (The Langham), Сямыне (Langham Place), Нинбо (Langham Place), Цзясине (Langham Place), Шанхае (The Langham и Cordis), Пекине (Langham Place), Чунцине (The Langham), Чанше (Langham Place), Хэфэе (The Langham), Джакарте (The Langham), Лондоне (The Langham), Нью-Йорке (Langham Place), Чикаго (The Langham), Бостоне (The Langham), Пасадине (The Langham Huntington), Сиднее (The Langham), Мельбурне (The Langham) и Окленде (The Langham), двумя отелями под брендом Eaton в Гонконге и Вашингтоне, отелем Chelsea в Торонто и сетью спа-центров Chuan Spa.
По состоянию на 2017 год строились отели в Даляне (Langham Place), Пандава-Бич на Бали (Langham Place), Дарасакоре в Камбодже (The Langham), Токио (Langham Place), Дубае (Langham Place), Дохе (Langham Place), Джидде (The Langham), Далласе (Langham Place) и Сан-Франциско (Langham Place).

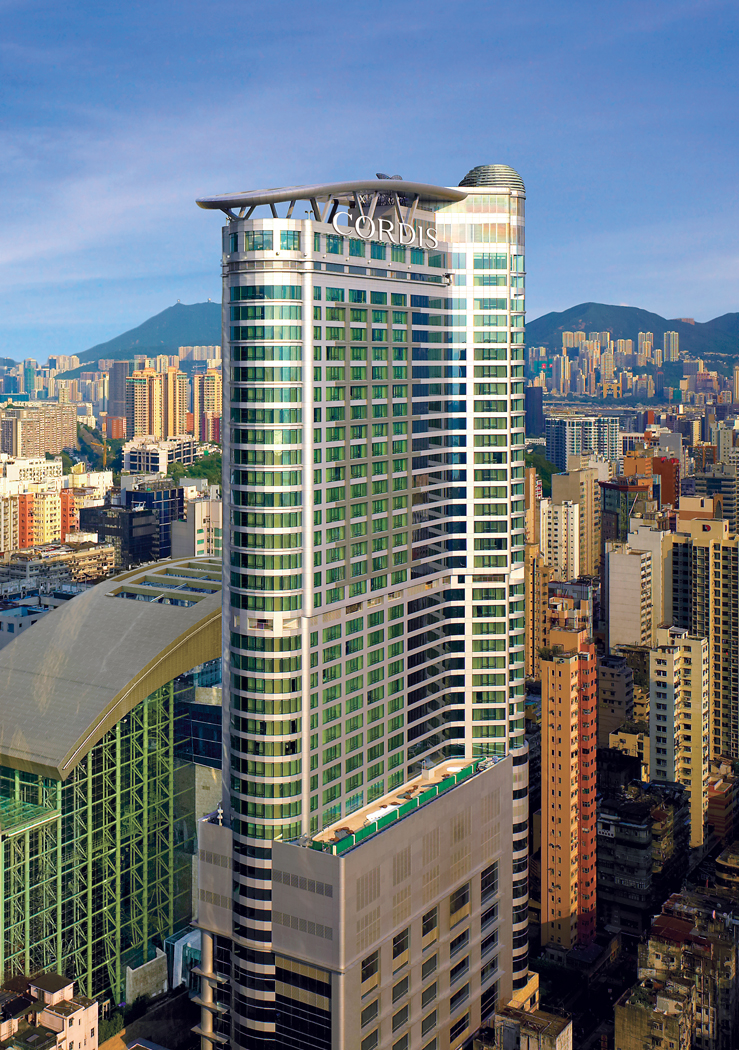
Cordis, Гонконг
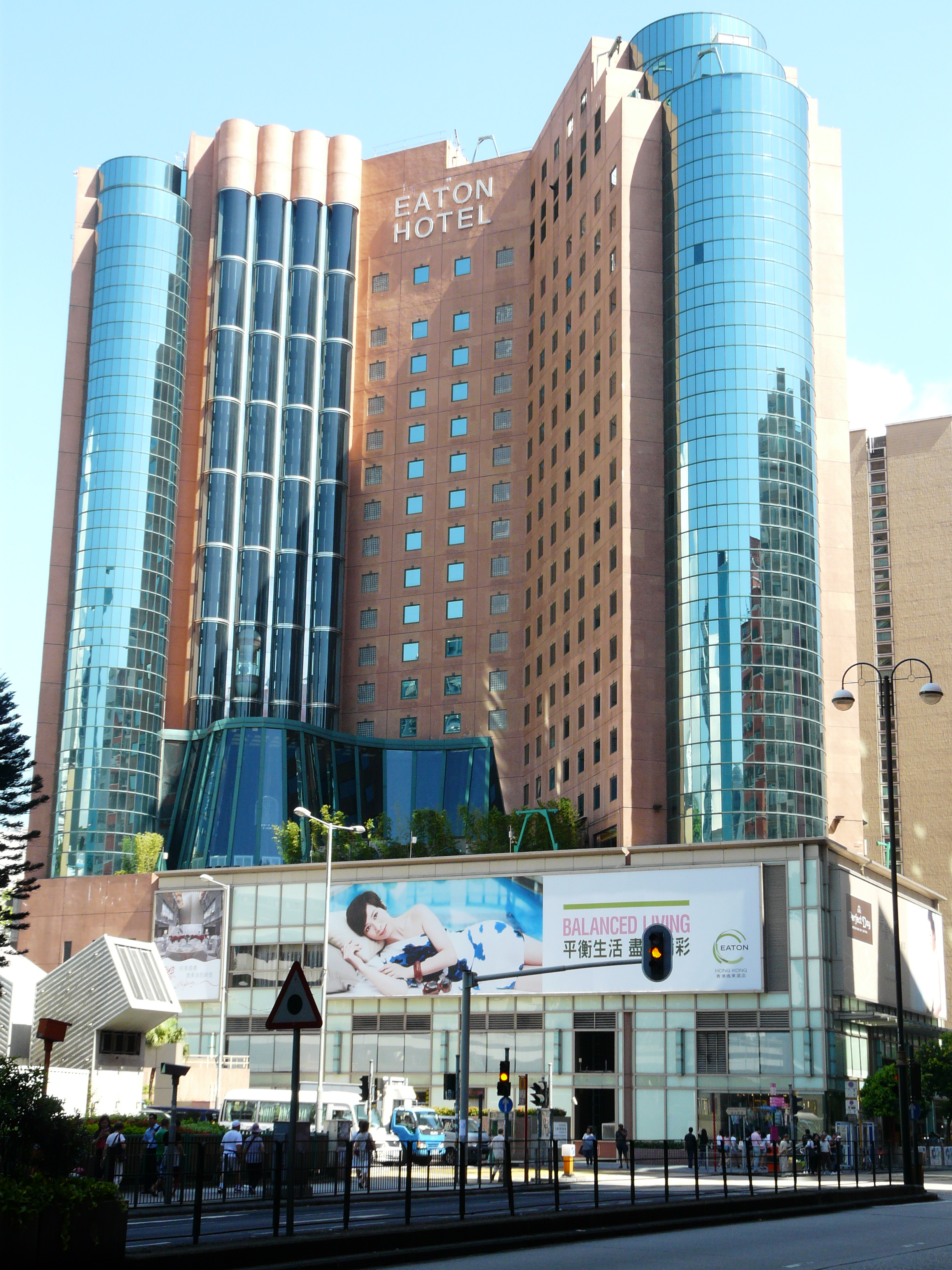
Eaton Hotel, Гонконг
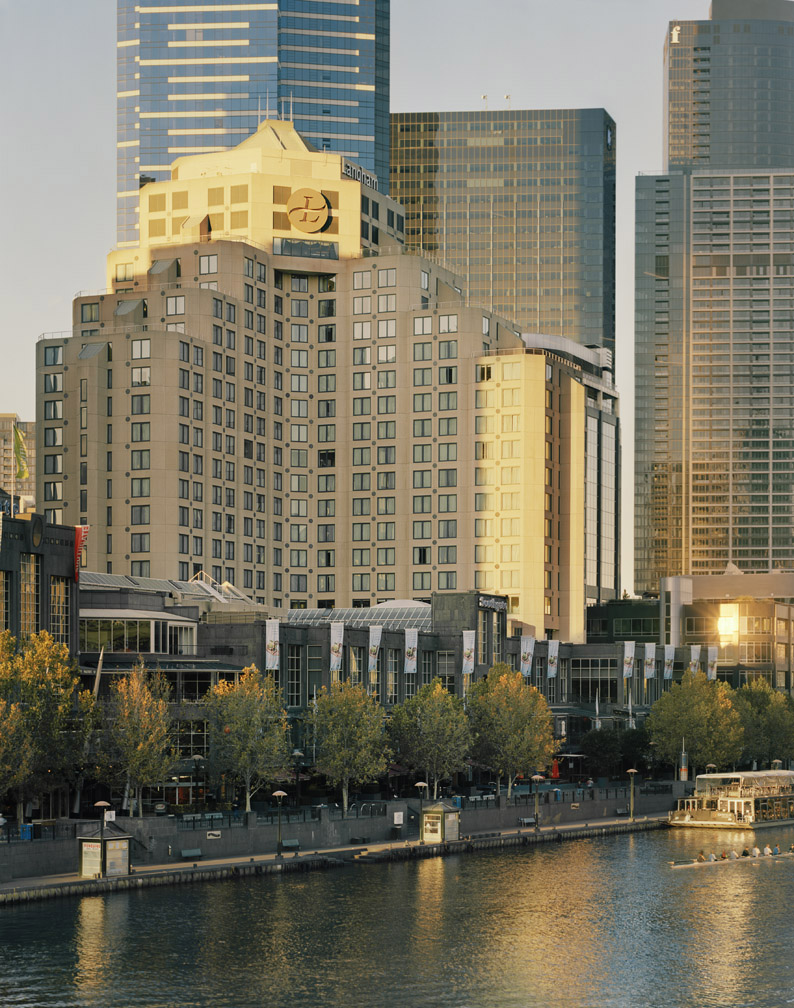
The Langham, Мельбурн
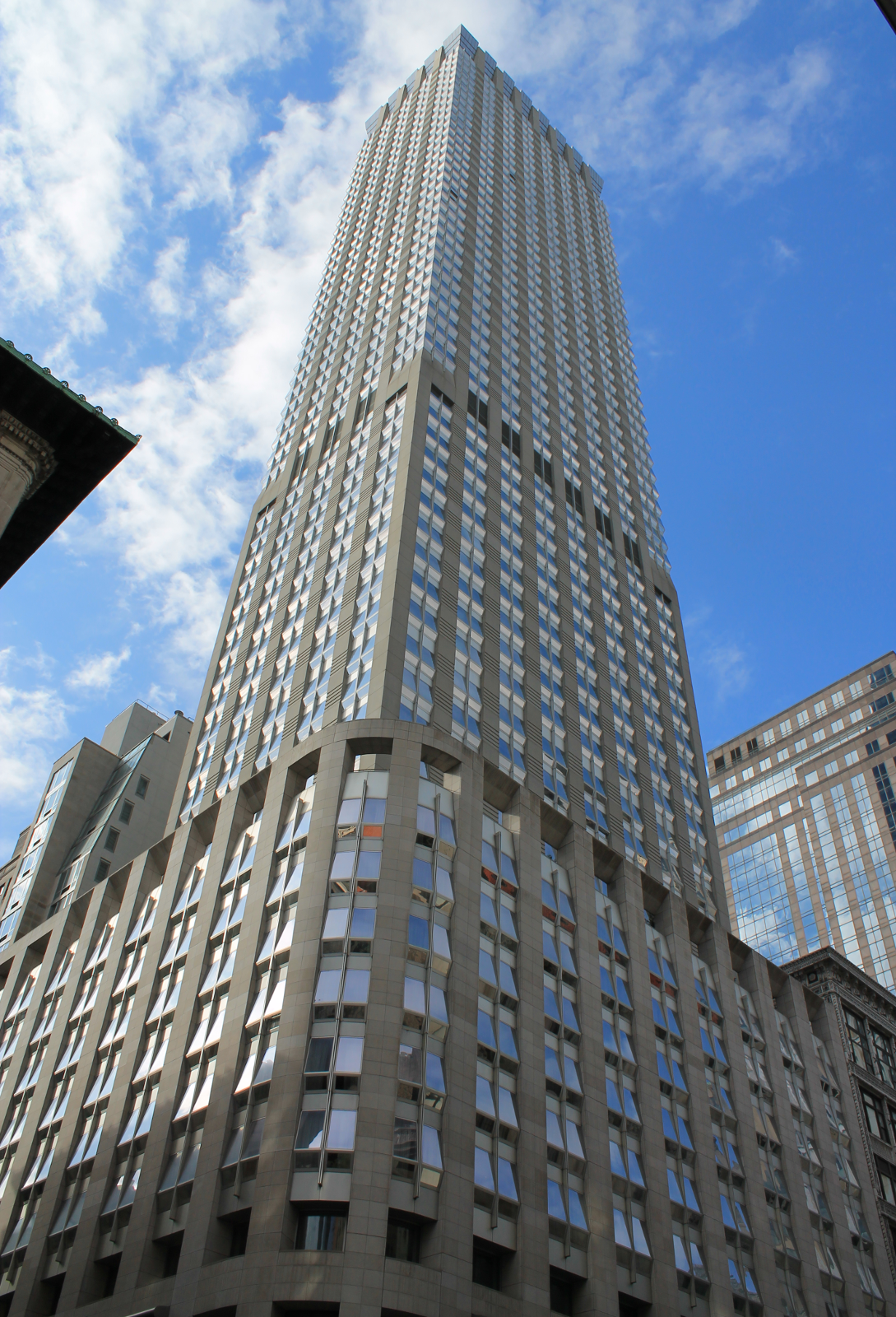
Langham Place, Нью-Йорк

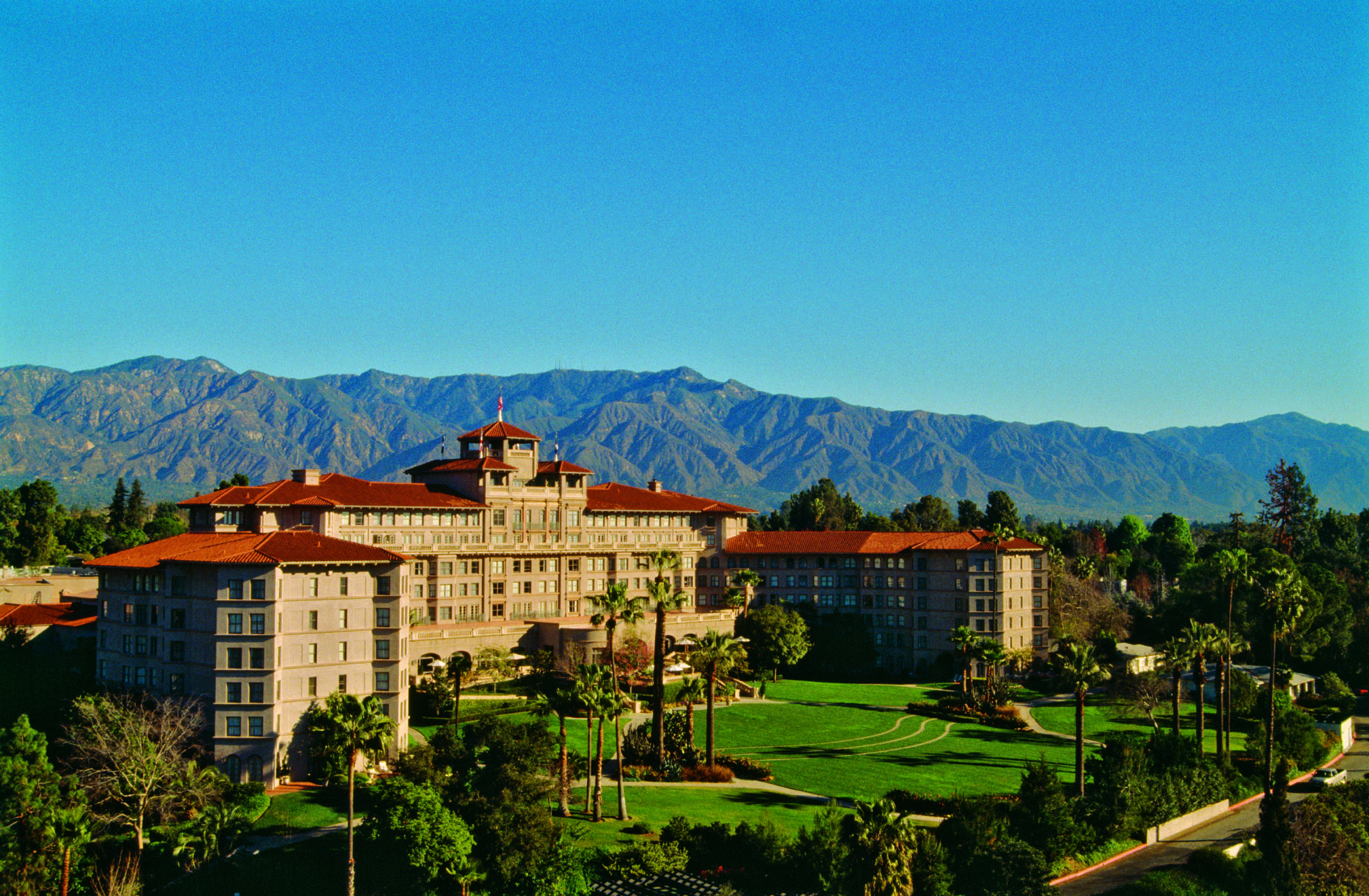
Langham Huntington, Пасадина
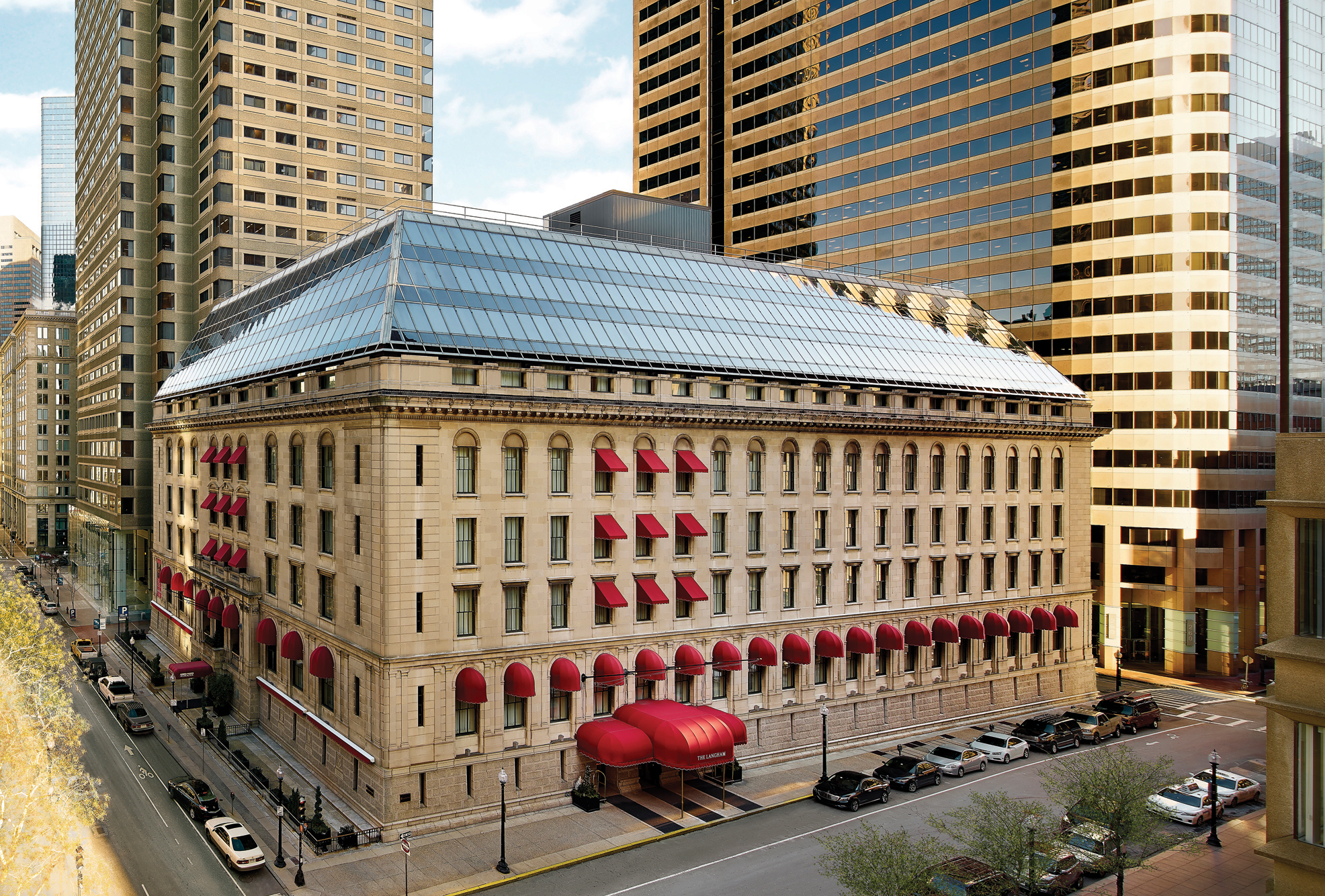
The Langham, Бостон
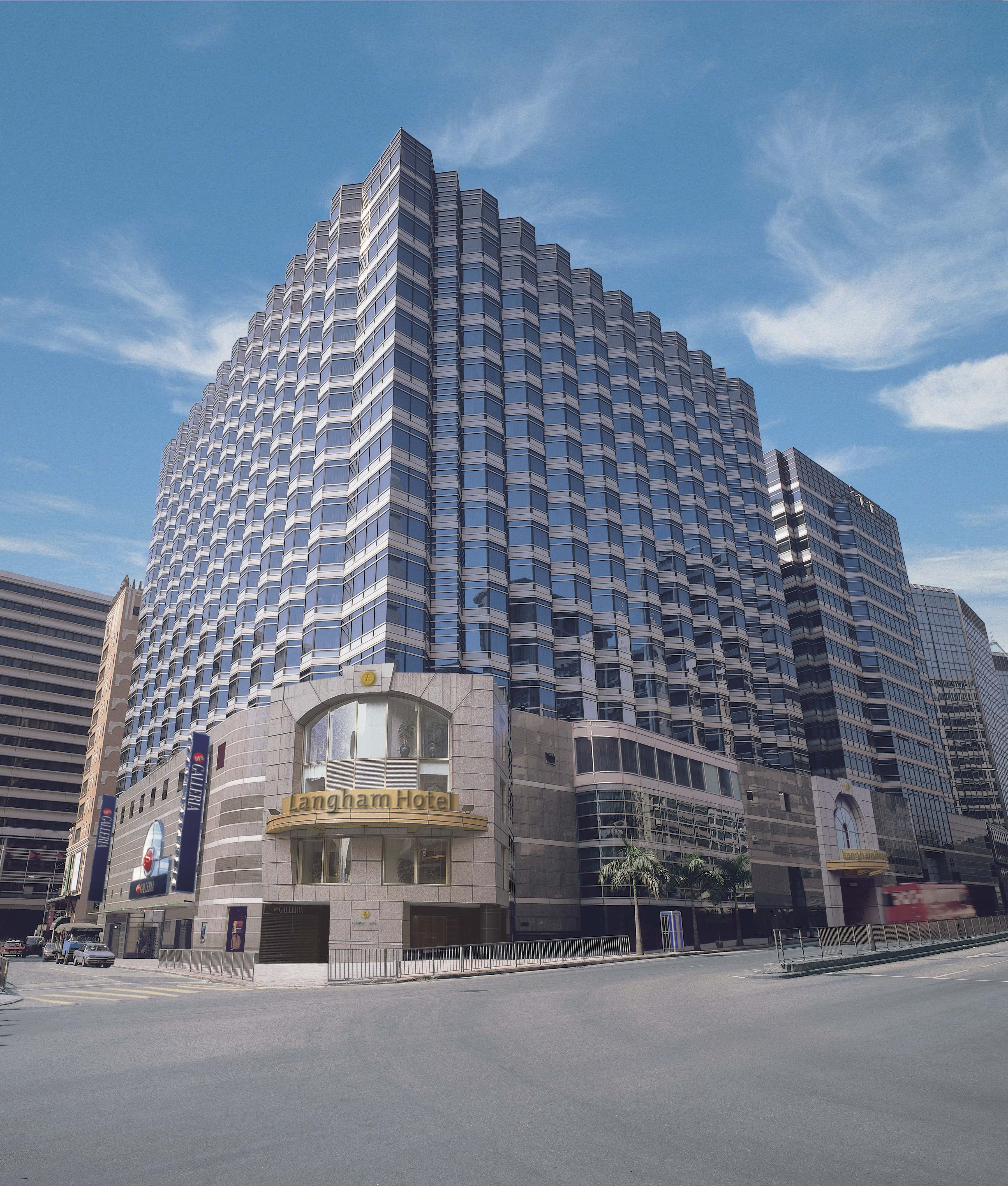
The Langham, Гонконг
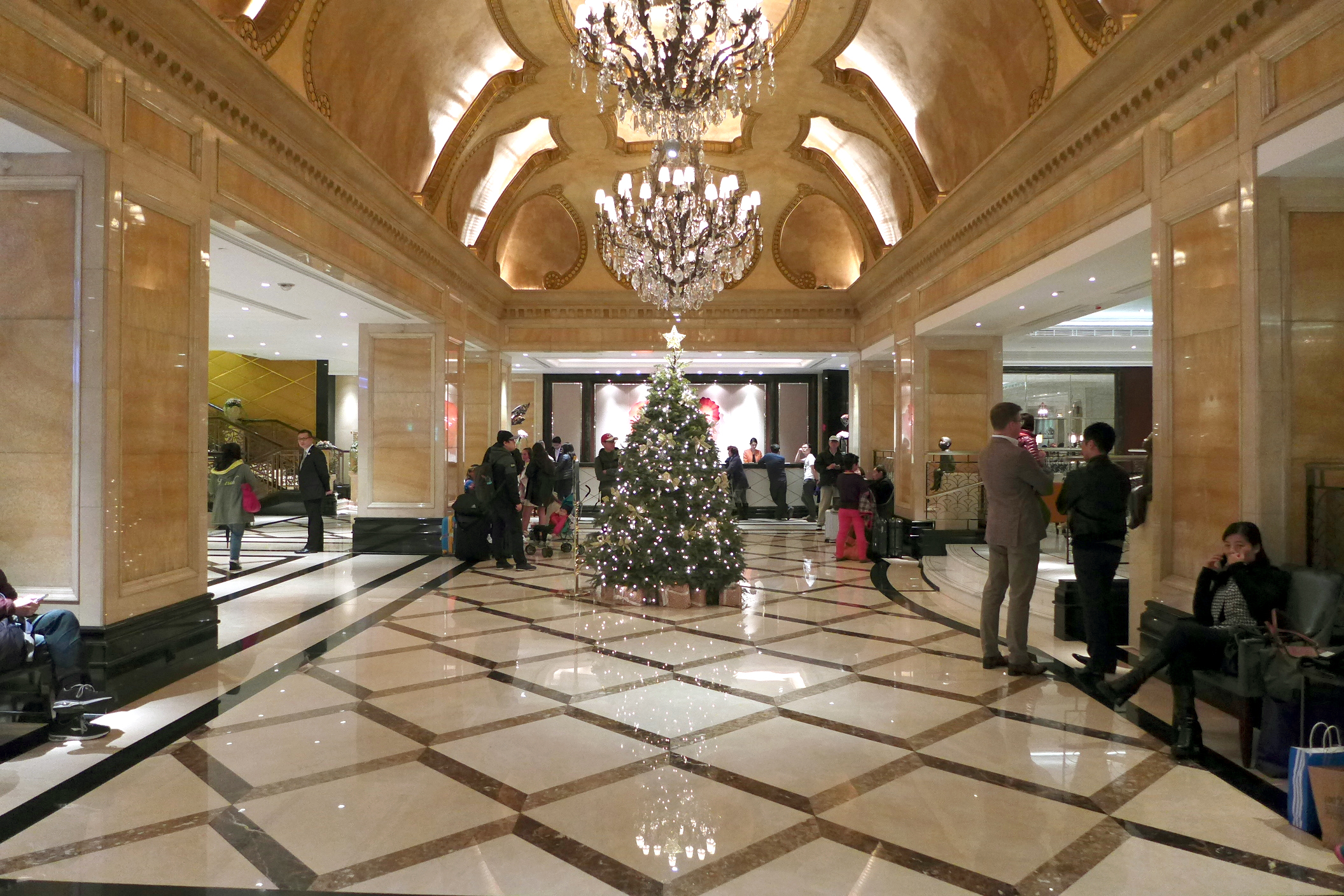
The Langham, Гонконг